# Nieznany Świat

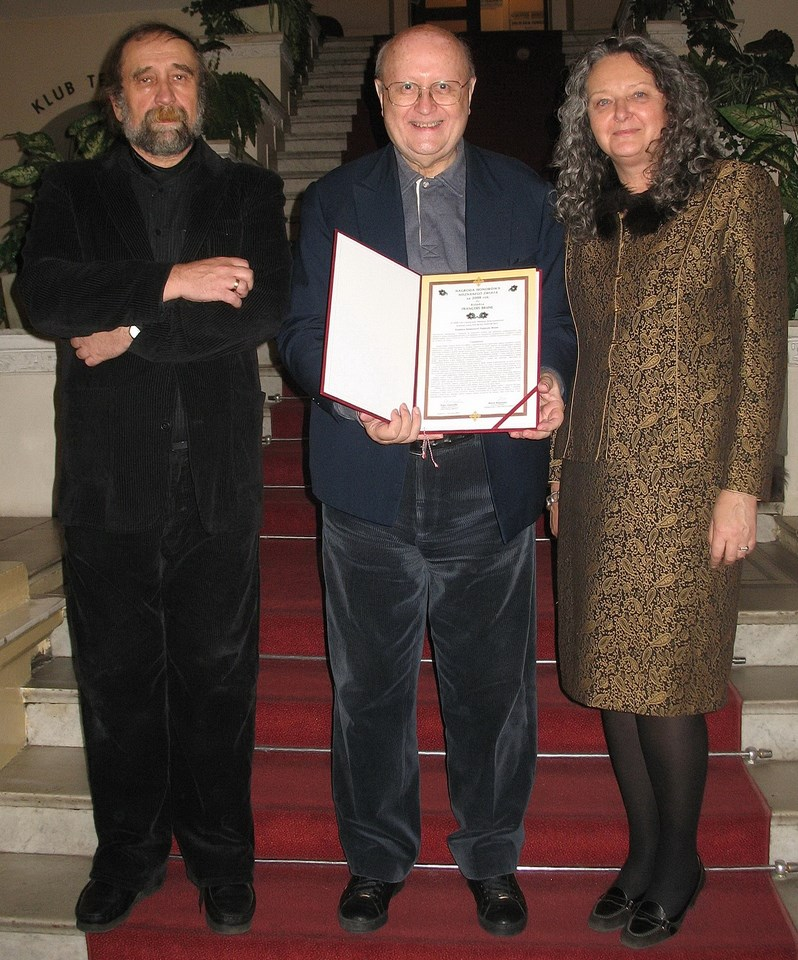
Marek Rymuszko i Anna Ostrzycka z „Honorową Nagrodą Nieznanego Świata" odebraną przez François Brune w Warszawie w 2008 r.

Nieznany Świat – polski  miesięcznik poświęcony ezoteryce, parapsychologii, zjawiskom paranormalnym, medycynie, radiestezji, astrologii, zjawiskom UFO i fenomenom natury. Zawiera relacje z zagadkowych zdarzeń, porady zdrowotne, techniki terapeutyczne i relaksacyjne, opowieści o ludziach z nietypowymi zdolnościami i właściwościami.
Twórcą i redaktorem naczelnym pisma był Marek Rymuszko,obecnie redaktorem naczelnym jest Anna Ostrzycka. Nakład pisma wynosi ok. 80 tysięcy egzemplarzy. Próbny numer czasopisma (numer „0") ukazał się w październiku 1983 roku. Pismo weszło na rynek w 1990 roku.
- Pod koniec 1991 r. ukazał się pierwszy numer bułgarskiej wersji czasopisma (Wydawnictwo Vanesa). Redaktorem naczelnym była Wania Angelowa-Zametowa[3].
- W latach 2001–2002 miesięcznik był dodatkiem do „Super Nowości" – Dziennika Południowo-Wschodniej Polski.

## Osoby współpracujące
Na przestrzeni ponad 30 lat z czasopismem współpracowało wiele osobistości związanych z tematem szeroko pojętych form parapsychicznych, psychologicznych, medycznych, ezoterycznych, historycznych  i etnicznych.
- Do najbardziej znanych należą:

Marcus Bogart, Robert Bernatowicz, Roman Bugaj, Krzysztof Bułłyszko, Kazimierz Bzowski (ur. 04.III.1925 r, zm. 2005 r.), Andrzej Donimirski (ur. 1925 r, zm.01.V.2013 r.), Grażyna Fosar (zm. 30.08.2023 r.), Jerzy Grundkowski, Milos Jesensky (ur. 23.V.1971 r.), Krzysztof Jackowski, Donka Madej, Leszek Matela, Arnold Mostowicz, Andrzej Maria Marczewski, Tadeusz Oszubski, Piotr Piotrowski,  Jerzy Prokopiuk, Zbigniew Przybylak (ur. 14.VII.1953r. zm. 01.VII.2012 r.), Jerzy Rejmer (ur. 21.III.1953 r.), Lech Emfazy Stefański, Joel Stern (ur. 11. X. 1948 r.), Jan Witold Suliga, Andrzej Szmilichowski (ur. 28.X.1937 r.), Zbigniew Święch, Mieszko Tyszkiewicz, Roman Warszewski, Leszek Weres, Ryszard Wójcik, Leszek Żądło, Marek Żelkowski.

## Najpopularniejsze cykle publikowane w „Nieznanym Świecie"
„Poczet Healerów Polskich", „Parapsychologia w kryminalistyce", „Forum Niezwykłych Hipotez", „Tajemnice Leszka Szumana", „Powrót Nieuchwytnej Siły", „Przemilczane Odkrycia", „Postrzeganie pozazmysłowe u zwierząt", „Dotknięcie Nieznanego", „Z pamiętnika jasnowidza", „Filmoteka NŚ", „Kontakt nietelepatyczny", Lektury „Nieznanego Świata", „Horoskop Lunarny", „Kalendarz Ezoteryczny".

## Wydawnictwa i publikacje związane z „Nieznanym Światem"
- publikacje wideo
  - Nieznany Świat przedstawia: „Kręgi tajemnic-Największe kręgi zbożowe świata” na bazie wydania włoskiego z 1999 roku (Nonsiamosoli Video Porto sant’Elpido) – kaseta (VHS).
- książki
  - „Jasnowidząca Wanga” – Krasimira Stojanowa; 83-900795-0-X; Warszawa 1992 (Biblioteka Nieznanego Świata nr 1),
  - „Poradnik antyrakowy (Naturalne i niekonwencjonalne metody terapii)” – Zbigniew Przybylak; 83-900795-1-8; Warszawa 1993 – wyd. I (Biblioteka Nieznanego Świata nr 2),
  - „Astrokalendarz 1994” – Zbigniew Przybylak, Krystyna Konaszewska – Rymarkiewicz; 83-900795-2-6; Warszawa 1993 (Biblioteka Nieznanego Świata nr 3),
  - „Polskie życie po życiu” – Marek Rymuszko; 83-900795-3-4; Warszawa 1996 – wyd. I (Biblioteka Nieznanego Świata nr 4) (sześć aktualizowanych wydań),
  - „Przypadki metafizyczne” – Marek Rymuszko; 83-900795-6-9; Warszawa 2002 – wyd. I,
  - „Każdy ma swoją ścieżkę (Między duchem a materią)” – Marek Rymuszko wybór tekstów i opracowanie W. Chudziński, T. Durlak; 978-83-937773-0-3; Warszawa 2021 – wyd. I,
- integralne dodatki związane z miesięcznikiem
  - „Przewodnik po zdrowym stylu życia” dodatek do nr 7 z 2009 roku 0867-7654
  - „Przewodnik po zdrowym stylu życia” dodatek do nr 7 z 2012 roku 0867-7654
  - „Ścieżka Marka Rymuszko" dodatek specjalny do nr 12 z 2019 roku 0867-7654

## „Księgarnia i Galeria Nieznany Świat”
„Księgarnia i Galeria Nieznanego Świata" została powołana w 1990 roku z inicjatywny Anny Ostrzyckiej. W początkowym okresie funkcjonowała jako księgarnia wysyłkowa. Od 1997 r. jej siedziba mieściła się w gmachu Państwowego Muzeum Etnograficznego w Warszawie przy ulicy Kredytowej 1, gdzie rozpoczęto również prezentacje sztuki związanej z tematami opisywanymi w miesięczniku. Współcześnie księgarnia, jak i galeria mieści się w budynku przy ulicy Kredytowej 2.
Decyzją Stowarzyszenia Księgarzy Polskich (oddziału w Warszawie), Polskiej Izby Książki, Biblioteki Analiz, oraz prezydenta miasta stołecznego Warszawy – księgarnia otrzymała wyróżnienie: „Ulubionej Księgarni Warszawy" w latach: 2020, 2021, 2022.

## Honorowa Nagroda Nieznanego Świata
Pierwszym laureatem za rok 1996 był Krzysztof Kieślowski. Nagroda została przyznana pośmiertnie i odebrana w 1997 r. przez rodzinę: Marię Kieślowską i Ewę Kieślowską-Jankowską.
Od 2020 r. decyzją komitetu redakcyjnego; nazwa nagrody została oficjalnie ogłoszona jako  Nagroda Honorowa Nieznanego Świata im. Marka Rymuszko.

### Laureaci Honorowej Nagrody Nieznanego Świata
- 2024 – Dieter Broers – nagroda, sylwetka, wywiad – Nieznany Świat nr 12 (408) z 2024 r.
- 2023 – dr Zofia Weaver – nagroda, sylwetka, wywiad – Nieznany Świat nr 12 (396) z 2023 r.
- 2022 – Włodzimierz Dembowski (Paprodziad – pseudonim sceniczny) – nagroda, sylwetka, wywiad – Nieznany Świat nr 12 (384) z 2022 r.
- 2021 – Ewa Banaszkiewicz, Tom Justyniarski – nagrody, wywiady, sylwetki – NŚ nr 12 (372) z 2021 r.
- 2020 – dr Robert M. Schoch – nagroda, sylwetka – NŚ nr 12 (360) z 2020 r.
- 2019 – dr Dorota Sumińska – nagroda, sylwetka, wywiad – NŚ nr 12 (348) z 2019 r.
- 2018 – Dominik Nawa ("Przystań Ocalenie") – nagroda, sylwetka – NŚ nr 12 (336) z 2018 r.
- 2017 – dr Danuta Adamska – Rutkowska – nagroda, wywiad, sylwetka, dokonania – NŚ nr 12 (324) z 2017 r.
- 2016 – Igor Witkowski – nagroda, sylwetka, wywiad, dokonania – NŚ nr 12 (312) z 2016 r.
- 2015 – Maciej Kuczyński – nagroda, sylwetka, wywiad – NŚ nr 12 (300) z 2015 r., wywiad – NŚ nr 9 (345) z 2019 r; relacja – NŚ nr 8 (332) z 2018 r.
- 2014 – Gunilla Hamne – nagroda, sylwetka, wywiad – NŚ nr 12 (288) z 2014 r.
- 2013 – Zdenek Domancic – nagroda, sylwetka wywiad – NŚ nr 12 (276) z 2013 r.
- 2012 – Jadwiga Łopata i Sir Julian Rose – nagroda, dokonania wywiad – NŚ nr 12 (264) z 2012 r.[6]
- 2011 – Jerzy Grzeszczuk – nagroda, sylwetka, dokonania – NŚ nr 12 (252) z 2011 r.
- 2010 – Marcus Bogart – nagroda, sylwetka, wywiad, dokonania – NŚ nr 12 (240) z 2010 r. dokonania NŚ nr 8 (56) z 1995 r.
- 2009 – doc. dr hab. Aleksander Ożarowski – nagroda, sylwetka, wywiad – NŚ nr 12 (228) z 2009 r.
- 2008 – Francois Brune – nagroda, sylwetka, wywiad, dokonania – NŚ nr 12 (216) z 2008 r.
- 2007 – dr Marian Owoc – nagroda, sylwetka, wywiad, dokonania – NŚ nr 12 (204) z 2007 r.
- 2006 – Józef Baj (pośmiertnie) (zm. 15.02.2006 r.) – nagroda NŚ nr 12 (192) z 2006 r. sylwetka, dokonania NŚ 6 (90) z 1998 r.
- 2005 – Jerzy Prokopiuk – nagroda, sylwetka, wywiad, dokonania – NŚ nr 12 (180) z 2005 r.
- 2004 – Masaru Emoto (1943-2014)
- 2003 – Stowarzyszenie Ekologiczno-Kulturalne Klub Gaja – nagroda, opis, dokonania – NŚ nr 12 (156) z 2003 r.
- 2002 – Jan Łabowski – nagroda, opis, dokonania – NŚ nr 12 (144) z 2002 r; wywiad NŚ nr 9 (33) z 1993 r.
- 2001 – prof. Alfreda Graczykowa
- 2000 – Krzysztof Jackowski – nagroda, sylwetka, opis, dokonania – NŚ nr 12 (120) z 2000 r; opis – NŚ nr 4 (64) z 1996 r.
- 1999 – Edmund Szeliga – nagroda, dokonania – NŚ nr 8 (104) z 1999 r.
- 1998 – Discovery Channel
- 1997 – Choa Kok Sui – nagroda, sylwetka, dokonania, wywiad – NŚ nr 10 (82) z 1997 r. Spotkanie w Polsce odbyło się 7 lipca w warszawskim Klubie przyjaciół Nieznanego Świata.
- 1996 – Krzysztof Kieślowski – nagroda, sylwetka, dokonania – NŚ nr 2 (74) z 1997 r; dokonania – NŚ nr 6(66) z 1996 r.

## Certyfikaty Nowych Wzorców Sztuki
Certyfikaty Nowych Wzorców Sztuki powstały z inicjatywy redakcji i są przyznawane od 2011 r. Pierwszym laureatem był: Andrzej Maria Marczewski.

### Laureaci Certyfikatów Nowych Wzorców Sztuki
- 2023 – Andrzej Rejman – nagroda, sylwetka, wywiad – Nieznany Świat nr 2 (398) z 2024 r.
- 2022 – Jarosław Pijarowski – nagroda, sylwetka, wywiad, dokonania – Nieznany Świat nr 2 (386) z 2023 r.
- 2021 – Margareta Alvthin – nagroda, sylwetka, wywiad, dokonania – NŚ nr 2 (374) z 2022 r.
- 2020 – Krzysztof Jackowski – nagroda, wywiad, sylwetka, dokonania – NŚ nr 2 (362) z 2021 r., dokonania NŚ nr 5(329) z 2018 r.
- 2019 – Ada Edelman – nagroda, wywiad, sylwetka – NŚ nr 2 (350) z 2020 r.
- 2018 – Jarosław Fedoryszyn (ur. 1955 r. zm. 20.03.2020) – nagroda, sylwetka, wywiad, dokonania – NŚ nr 2 (338) z 2019 r.
- 2017 – Magdalena Przybięda – nagroda, sylwetka, dokonania – NŚ nr 2 (326) z 2018 r.
- 2016 – Tomasz Soltron Czartoryski – nagroda, sylwetka, wywiad – NŚ nr 2 (314) z 2017 r.
- 2015 – Collage Art Group (Moneca Rayner, Eric Sosnowski, Ela Chmielowski, Maciek Radoszewski, Krzysztof Sosnowski) – nagroda, sylwetki, wybrane reprodukcje – NŚ nr 2 (302) z 2016 r.
- 2014 – Waldemar Borowski – nagroda, sylwetka, reprodukcje – NŚ nr 2 (290) z 2015 r.
- 2013 – Jadwiga Andrzejewska – nagroda, sylwetka, wywiad – NŚ nr 2 (278) z 2014 r.
- 2012 – Krzysztof Miklaszewski – nagroda, sylwetka, wywiad – NŚ nr 2 (266) z 2013 r.
- 2011 – Andrzej Maria Marczewski – nagroda, sylwetka, wywiad – NŚ nr 2 (254) z 2012 r.

## Festiwal Nieznanego Świata
Pierwszy festiwal zorganizowany przez redakcję miał miejsce w dniach 01-03 maja 1994 r. w gmachu głównym Politechniki Warszawskiej.
- Wśród zaproszonych gości byli między innymi: dr Nicola Cutolo (Włochy), Aleksander Daniłow (Ukraina), Michał Erst (Ukraina), Milos Jesensky (Słowacja), Luciano Marchesi (Włochy), Elżbieta Marciniak (Austria), dr Jerzy Rejmer (Szwajcaria), Georg Rieder (Austria), Fran Rosen-Sawyer (USA), prof. Hartmut Steffen (Niemcy); Andrzej Szmilichowski (Szwecja).

## Ciekawostki związane z działalnością i publikacjami w „Nieznanym Świecie"
- W numerze 4 (76) NŚ z 1997 roku została zamieszczona tabela oficjalnych form wykorzystania badań paranormalnych w kryminalistyce. Wymieniono potwierdzone oficjalnie przypadki odnalezienia zwłok od lat 1930 do roku 1994 włącznie. W poszukiwaniach brały udział następujące osoby, bądź też grupy: S. Ossowiecki, Cz. Klimuszko, S. Marciniak, Warszawska Grupa Wizjonerów, „Media Krakowskie" i „Media z Wiednia", Ekstrasensytyw o ps. Mary (USA), Rosemarie Kern (USA), Dorothy Allison (USA), K. Jackowski, A. Szmilichowski (Szwecja).
- W numerze 11 (83) NŚ z 1997 r. opublikowano skrótową tabelę punktów akupunkturowych rozmieszczonych na ciele ludzkim, oraz nazwy przyporządkowanym im schorzeniom – chorobom.
- W numerze 5 (65) NŚ z 1996 r. zaprezentowano opracowanie dotyczące leczniczej siły następujących drzew: buk, brzoza, dąb, kasztan, jarzębina, lipa, czereśnia, czarny bez, sosna, jodła, olcha, wierzba.
- 17 lutego 1996 r. NŚ zorganizował w warszawskim kinie "Grunwald" pod hasłem „Powrót pożegnanych" pierwszy zjazd osób, które przeżyły śmierć kliniczną. Pojawiło się ponad 350 osób w wieku od 18 do 90 roku życia[7].
- W numerze 11 (59) NŚ z 1995 r. Zbigniew Przybylak zaprezentował model wiecznego kalendarza, który pozwalał wyznaczać, jaki dzień tygodnia występował określonego dnia i miesiąca danego roku.
- 1 września 1995 r. na planie programu telewizyjnego „Na każdy temat" w stacji telewizyjnej Polsat wraz z reprezentantami redakcji wystąpiły osoby mające za sobą doświadczenia śmierci klinicznej – program był wielokrotnie powtarzany jako jeden z najpopularniejszych na ten temat[8].
- 4 stycznia 1994 r. Feliks Wejkowski w warszawskim Centrum Medycyny Naturalnej i Bioterapii „Natura Vera" zaprezentował publicznie rzadką umiejętność przyciągania i eksponowania na sobie metalowych przedmiotów (sztućce, żelazka, fragmenty różnych metali)[9].
- W numerze 7-8 (19-20) z 1992 r. Krzysztof Kamiński opisał przypadek polskiej stygmatyczki – Katarzyny Szymon. Stygmaty kobiety zostały medycznie potwierdzone przez lekarza medycyny dr Włodzimierza Wojciechowskiego (treść dokumentu została również opublikowana w ww. artykule).